# ایوان گوتی
ایوان گوتی (زادهٔ ۲۸ مارس ۱۹۶۹) رکابزن حرفه‌ای سابق اهل ایتالیا است که در رشتهٔ دوچرخه‌سواری جاده فعالیت می‌کرد. او توانست در سال‌های ۱۹۹۷ و ۱۹۹۹ برندهٔ جیرو دیتالیا شود.

## فعالیت حرفه‌ای

### آغاز زندگی و فعالیت آماتور
گوتی در سان پلگرینو ترمه زاده شد و در سال ۱۹۸۸ فعالیت آماتور خود را آغاز کرد. او در سال ۱۹۸۹ در تور دلا واله دائوستا به پیروزی رسید و در سال بعد نیز این موفقیت را تکرار کرد. گوتی در سال ۱۹۹۱ حرفه‌ای شد و به تیم گاتوراده پیوست. او در سال ۱۹۹۲ برای نخستین بار در جیرو دیتالیا شرکت کرد و آن را با رتبهٔ دوم رده‌بندی رکابزن جوان به پایان رساند. در تور لمباردی ۱۹۹۳ نیز به رتبهٔ ۲۵ دست یافت.

### به سوی نخستین قهرمانی (۱۹۹۴–۱۹۹۷)
گوتی در فصل ۱۹۹۴ به تیم پولتی پیوست و در جیرو حضور یافت. در مرحلهٔ ششم که کوهستانی بود، گوتی جزء گروه پنج نفرهٔ پیشتازی بود که ۳ دقیقه جلوتر از سایر رکابزنان از خط پایان گذشت؛ ولی نتوانست در پایان جیرو رتبه‌ای بهتر از ۱۶ به دست آورد. در فصل ۱۹۹۵ عضو تیم گویس شد و در تور دو فرانس شرکت کرد. در مرحلهٔ سوم برندهٔ تایم تریل تیمی شد و در پایان تور، به رتبهٔ پنجم دست یافت. در سال بعد، در مرحلهٔ ماقبل پایانی جیرو پیروز شد. همچنین در تور دو فرانس شرکت کرد؛ ولی پس از مرحلهٔ چهارم کناره‌گیری کرد.
در سال ۱۹۹۷ گوتی به تیم سائکو پیوست و وارد جیرو شد. در مرحلهٔ سوم که تایم تریل انفرادی بود با اختلاف ۵۵ ثانیه نسبت به پاول تونکوف ششم شد و در رده‌بندی اصلی در رتبهٔ هفتم قرار گرفت. سپس در مرحلهٔ کوهستانی پنجم همراه گروه پیشتاز پشت سر تونکوف، لوک لوبلان و مارکو پانتانی از خط پایان گذشت و به رتبهٔ سوم صعود کرد؛ در حالی که ۶۷ ثانیه عقب‌تر از تونکوف بود. در مرحلهٔ ۱۴ گوتی در سربالایی ماقبل آخر از گروه اصلی جدا شد و به گروه پیشتاز پیوست. سپس در شش کیلومتری خط پایان فرار کرد و با برتری ۳۹ ثانیه‌ای نسبت به نفر دوم، برندهٔ مرحله شد. او توانست اختلاف خود با تونکوف را جبران کند و پیراهن صورتی را به دست آورد. در مراحل بعدی تونکوف بارها حمله کرد، ولی نتوانست فاصلهٔ خود با گوتی را جبران کند. در مرحلهٔ ۲۱ نیز تونکوف و گوتی از سایر رکابزنان جدا شدند و با یکدیگر از خط پایان گذشتند تا در نهایت، گوتی رهبر مسابقه را حفظ کند و نخستین قهرمانی خود در جیرو دیتالیا را به دست آورد.

### دومین قهرمانی جیرو (۱۹۹۸–۱۹۹۹)
گوتی فصل ۱۹۹۸ را با ناکامی پشت سر گذاشت. او نتوانست جیرو را به پایان برساند و پس از ناکامی در مرحلهٔ ۱۲ در مرحلهٔ ۱۴ از مسابقه کناره‌گیری کرد. او در پایان فصل از تیم سائکو جدا شد و به پولتی پیوست. پس از پیروزی در مسابقهٔ آرونا گوتی وارد جیرو شد.
گوتی در مرحلهٔ هشتم ۳۳ ثانیه پس از پانتانی از خط گذشت و به رتبهٔ سوم رده‌بندی اصلی صعود کرد؛ ولی در تایم تریل انفرادی مرحلهٔ بعد زمان زیادی از دست داد. در مرحلهٔ ۱۴ به همراه پانتانی و دانیل کلاورو گروه تعقیب‌کننده را تشکیل داد تا نزدیک به ۲ دقیقه پس از پائولو ساوولدلی مرحله را به پایان برساند و در رده‌بندی اصلی پس از پانتانی و ساوولدلی در رتبهٔ سوم جای گیرد. در مراحل بعد نیز زمان زیادی از دست داد تا در پایان مرحلهٔ ۲۰ فاصله‌اش با پانتانی به بیش از ۶ دقیقه برسد. در مرحلهٔ ۲۱ پانتانی به دلیل دوپینگ از مسابقه اخراج شد و گوتی که در گروه پیشتاز به همراه لوران ژالابر و جیلبرتو سیمونی و سه دقیقه زودتر از ساوولدلی از خط پایان گذشته‌بود، پیراهن صورتی را به دست آورد و دومین قهرمانی خود در جیرو دیتالیا را کسب کند.

### سال‌های پایانی
در جیروی ۲۰۰۰ گوتی ناامیدکننده بود و با این که مسابقه را تا پایان ادامه داد و تا پایان مرحلهٔ ۱۸ جزء ده نفر برتر بود، در مرحلهٔ ۱۹ زمان زیادی را از دست داد و نتوانست رتبه‌ای بهتر از ۱۹ به دست آورد. در سال بعد، به تیم آلسیو پیوست و در جیرو هفتم شد. سپس یک مرحله از تور کاتالونیا را فتح کرد و پس از آن برای دومین بار در ووئلتا اسپانیا حضور یافت. هرچند که پس از شروعی ضعیف، در مرحلهٔ هفتم کناره‌گیری کرد. آخرین مسابقهٔ مهم گوتی، تور دو فرانس ۲۰۰۲ بود که در آن بیست‌وسوم شد.